# Nesobasis rufostigma
Nesobasis rufostigma là một loài chuồn chuồn kim trong họ Coenagrionidae.
Loài này được xếp vào nhóm loài thiếu dữ liệu trong sách Đỏ của IUCN năm 2007.
Nesobasis rufostigma được Donnelly miêu tả khoa học năm 1990.